# Till Brönner/Diskografie
Diese Diskografie ist eine Übersicht über die musikalischen Werke des deutschen Jazz-Musikers Till Brönner. Den Schallplattenauszeichnungen zufolge verkaufte er bisher mehr als 580.000 Tonträger. Seine erfolgreichsten Veröffentlichungen sind die Alben Oceana und The Christmas Album mit je über 100.000 verkauften Einheiten.

## Alben

### Studioalben
| Jahr | Titel Musiklabel                               | Höchstplatzierung, Gesamtwochen, AuszeichnungChartplatzierungen (Jahr, Titel, Musiklabel, Platzierungen, Wochen, Auszeichnungen, Anmerkungen) | Höchstplatzierung, Gesamtwochen, AuszeichnungChartplatzierungen (Jahr, Titel, Musiklabel, Platzierungen, Wochen, Auszeichnungen, Anmerkungen) | Höchstplatzierung, Gesamtwochen, AuszeichnungChartplatzierungen (Jahr, Titel, Musiklabel, Platzierungen, Wochen, Auszeichnungen, Anmerkungen) | Anmerkungen                                                                       |
| Jahr | Titel Musiklabel                               | DE | AT | CH | Anmerkungen                                                                       |
| ---- | ---------------------------------------------- | --- | --- | --- | --------------------------------------------------------------------------------- |
| 1994 | Generations of Jazz Minor Records (BMG Ariola) | — | — | — | Erstveröffentlichung: 7. Februar 1994                                             |
| 1995 | My Secret Love Minor Records (BMG Ariola)      | — | — | — | Erstveröffentlichung: 14. August 1995                                             |
| 1996 | German Songs Minor Records (BMG Ariola)        | — | — | — | Erstveröffentlichung: 16. September 1996 mit Deutsches Symphonie-Orchester Berlin |
| 1997 | Midnight Jazz Edition (BMG Ariola)             | — | — | — | Erstveröffentlichung: 20. Mai 1997                                                |
| 1998 | Love Verve Records (UMG)                       | DE— Gold (Jazz)DE | — | — | Erstveröffentlichung: 14. September 1998 Verkäufe: + 10.000                       |
| 2000 | Chattin with Chet Verve Records (UMG)          | DE— Gold (Jazz)DE | — | — | Erstveröffentlichung: 3. April 2000 Verkäufe: + 10.000                            |
| 2002 | Blue Eyed Soul Verve Records (UMG)             | DE34 ×5Fünffachgold (Jazz) · (10 Wo.)DE | — | — | Erstveröffentlichung: 4. März 2002 Verkäufe: + 50.000                             |
| 2004 | That Summer Boutique Records (UMG)             | DE17 ×3Dreifachplatin (Jazz) · (14 Wo.)DE | — | — | Erstveröffentlichung: 7. Juni 2004 Verkäufe: + 60.000                             |
| 2006 | Oceana Verve Records (UMG)                     | DE13 Gold · (19 Wo.)DE | — | — | Erstveröffentlichung: 28. April 2006 Verkäufe: + 100.000                          |
| 2008 | Rio Verve Records (UMG)                        | DE8 (16 Wo.)DE | AT64 (1 Wo.)AT | — | Erstveröffentlichung: 19. September 2008                                          |
| 2010 | At the End of the Day Island Records (UMG)     | DE9 Gold · (12 Wo.)DE | AT17 (7 Wo.)AT | CH61 (2 Wo.)CH | Erstveröffentlichung: 15. Oktober 2010 Verkäufe: + 100.000                        |
| 2012 | Till Brönner Verve Records (UMG)               | DE21 (7 Wo.)DE | — | — | Erstveröffentlichung: 30. November 2012                                           |
| 2014 | The Movie Album We Love Music (UMG)            | DE24 (8 Wo.)DE | — | — | Erstveröffentlichung: 26. September 2014                                          |
| 2016 | The Good Life Masterworks Records (Sony)       | DE6 ×2Doppelplatin (Jazz) · (12 Wo.)DE | AT34 (3 Wo.)AT | CH50 (1 Wo.)CH | Erstveröffentlichung: 2. September 2016 Verkäufe: + 40.000                        |

### Gemeinschaftsalben
| Jahr | Titel Musiklabel                                           | Höchstplatzierung, Gesamtwochen, AuszeichnungChartplatzierungen (Jahr, Titel, Musiklabel, Platzierungen, Wochen, Auszeichnungen, Anmerkungen) | Höchstplatzierung, Gesamtwochen, AuszeichnungChartplatzierungen (Jahr, Titel, Musiklabel, Platzierungen, Wochen, Auszeichnungen, Anmerkungen) | Höchstplatzierung, Gesamtwochen, AuszeichnungChartplatzierungen (Jahr, Titel, Musiklabel, Platzierungen, Wochen, Auszeichnungen, Anmerkungen) | Anmerkungen                                                                  |
| Jahr | Titel Musiklabel                                           | DE | AT | CH | Anmerkungen                                                                  |
| ---- | ---------------------------------------------------------- | --- | --- | --- | ---------------------------------------------------------------------------- |
| 1990 | The Best of Schäng and the Gäng Vol. 3 Revilo Records (RR) | — | — | — | Erstveröffentlichung: 1990 mit Stefan Raab als Schäng & the Gang             |
| 2003 | Get Well Soon Challenge Jazz (CR)                          | — | — | — | Erstveröffentlichung: 2. Januar 2003 mit Bob Brookmeyer & New Art Orchestra  |
| 2004 | For You EmArcy Records (UMG)                               | DE— Gold (Jazz)DE | — | — | Erstveröffentlichung: 23. Juni 2004 Verkäufe: + 10.000; mit Frank Chastenier |
| 2018 | Nightfall Masterworks Records (Sony)                       | DE11 Platin (Jazz) · (10 Wo.)DE | AT25 (3 Wo.)AT | CH23 (2 Wo.)CH | Erstveröffentlichung: 26. Januar 2018 Verkäufe: + 20.000; mit Dieter Ilg     |
| 2018 | Baby’s Party Intakt Records (IR)                           | — | — | — | Erstveröffentlichung: 17. August 2018 mit Günter Baby Sommer                 |
| 2020 | On Vacation Masterworks Records (Sony)                     | DE17 Platin (Jazz) · (11 Wo.)DE | — | CH96 (1 Wo.)CH | Erstveröffentlichung: 30. Oktober 2020 Verkäufe: + 20.000; mit Bob James     |

### Kompilationen
| Jahr | Titel Musiklabel                                | Anmerkungen                             |
| ---- | ----------------------------------------------- | --------------------------------------- |
| 2015 | The Best of the Verve Years Verve Records (UMG) | Erstveröffentlichung: 20. November 2015 |

### Soundtracks
| Jahr | Titel Musiklabel               | Anmerkungen                                                               |
| ---- | ------------------------------ | ------------------------------------------------------------------------- |
| 2001 | Jazz Seen Verve Records (UMG)  | Erstveröffentlichung: 30. Juli 2001 · Verkäufe: + 10.000; DE: Gold (Jazz) |
| 2004 | Höllentour Verve Records (UMG) | Erstveröffentlichung: 14. Juni 2004                                       |

### EPs
| Jahr | Titel Musiklabel                                           | Anmerkungen                |
| ---- | ---------------------------------------------------------- | -------------------------- |
| 2000 | Everything Happens to Me (The Remixes) Verve Records (UMG) | Erstveröffentlichung: 2000 |
| 2002 | The Blue Eyed Soul Remixes Verve Records (UMG)             | Erstveröffentlichung: 2002 |
| 2003 | A Taste of Blue Eyed Soul Verve Records (UMG)              | Erstveröffentlichung: 2003 |

### Weihnachtsalben
| Jahr | Titel Musiklabel                        | Höchstplatzierung, Gesamtwochen, AuszeichnungChartplatzierungen (Jahr, Titel, Musiklabel, Platzierungen, Wochen, Auszeichnungen, Anmerkungen) | Höchstplatzierung, Gesamtwochen, AuszeichnungChartplatzierungen (Jahr, Titel, Musiklabel, Platzierungen, Wochen, Auszeichnungen, Anmerkungen) | Höchstplatzierung, Gesamtwochen, AuszeichnungChartplatzierungen (Jahr, Titel, Musiklabel, Platzierungen, Wochen, Auszeichnungen, Anmerkungen) | Anmerkungen                                                 |
| Jahr | Titel Musiklabel                        | DE | AT | CH | Anmerkungen                                                 |
| ---- | --------------------------------------- | --- | --- | --- | ----------------------------------------------------------- |
| 2007 | The Christmas Album Verve Records (UMG) | DE18 Gold · (5 Wo.)DE | — | — | Erstveröffentlichung: 16. November 2007 Verkäufe: + 100.000 |
| 2021 | Christmas Masterworks Records (Sony)    | DE11 ×2Doppelplatin (Jazz) · (11 Wo.)DE | AT29 (3 Wo.)AT | CH88 (1 Wo.)CH | Erstveröffentlichung: 29. Oktober 2021 Verkäufe: + 40.000   |

## Singles

### Als Leadmusiker
| Jahr | Titel Album                            | Höchstplatzierung, Gesamtwochen, AuszeichnungChartplatzierungen (Jahr, Titel, Album, Platzierungen, Wochen, Auszeichnungen, Anmerkungen) | Höchstplatzierung, Gesamtwochen, AuszeichnungChartplatzierungen (Jahr, Titel, Album, Platzierungen, Wochen, Auszeichnungen, Anmerkungen) | Höchstplatzierung, Gesamtwochen, AuszeichnungChartplatzierungen (Jahr, Titel, Album, Platzierungen, Wochen, Auszeichnungen, Anmerkungen) | Anmerkungen                                                    |
| Jahr | Titel Album                            | DE | AT | CH | Anmerkungen                                                    |
| ---- | -------------------------------------- | --- | --- | --- | -------------------------------------------------------------- |
| 2006 | A Distant Episode / Almost Done Oceana | — | — | — | Erstveröffentlichung: 25. Juli 2006                            |
| 2006 | This Guy’s in Love with You –          | — | — | — | Erstveröffentlichung: 29. September 2006                       |
| 2010 | Win the World –                        | — | — | — | Erstveröffentlichung: 2010 mit Hugh Masekela feat. Livingston  |
| 2010 | Summer Breeze At the End of the Day    | DE73 (2 Wo.)DE | — | — | Erstveröffentlichung: 8. Oktober 2010 Original: Seals & Crofts |
| 2016 | The Good Life                          | — | — | — | Erstveröffentlichung: 25. Mai 2016                             |
| 2021 | Jesus to a Child Christmas             | — | — | — | Erstveröffentlichung: 1. Oktober 2021 Original: George Michael |
| 2025 | Viva la felicità –                     | — | — | — | Erstveröffentlichung: 23. Juli 2025                            |

### Als Gastmusiker
| Jahr | Titel Album                              | Anmerkungen |
| ---- | ---------------------------------------- | --- |
| 2010 | Pflaster (ECHO Version) –                | Erstveröffentlichung: 5. März 2010 Verkäufe werden Pflaster hinzuaddiert Ich + Ich feat. Gentleman, Cassandra Steen & Till Brönner |
| 2018 | Smooth Operator Brasil                   | Erstveröffentlichung: 22. Juni 2018 Mario Biondi feat. Till Brönner; Original: Sade Adu                                            |
| 2024 | Wir woll’n doch nicht so tun …bei Nacht… | Erstveröffentlichung: 17. Mai 2024 Götz Alsmann feat. Till Brönner                                                                 |

## Videoalben
| Jahr | Titel Musiklabel                       | Anmerkungen                                                                    |
| ---- | -------------------------------------- | ------------------------------------------------------------------------------ |
| 2005 | A Night in Berlin SPV Recordings (SPV) | Erstveröffentlichung: 30. September 2005 · Verkäufe: + 10.000; DE: Gold (Jazz) |

## Promoveröffentlichungen
| Jahr | Titel Album                                      | Anmerkungen |
| ---- | ------------------------------------------------ | --- |
| 2004 | So Right, So Wrong –                             | Erstveröffentlichung: 2004 |
| 2006 | Together With One More For The Road              | Erstveröffentlichung: 2006 Toots Thielemans feat. Beth Hart & Till Brönner                                                                         |
| 2008 | Só danço samba Rio                               | Erstveröffentlichung: 2008 |
| 2016 | Her Smile The Good Life                          | Erstveröffentlichung: 15. Juli 2016 |
| 2016 | I May Be Wrong The Good Life                     | Erstveröffentlichung: 26. August 2016 |
| 2020 | Ich hab’ noch einen Koffer in Berlin City Lights | Erstveröffentlichung: 1. Mai 2020 Lisa Batiashvili, Nikoloz Rachveli & Rundfunk-Sinfonieorchester Berlin feat. Till Brönner Original: Bully Buhlan |

## Sonderveröffentlichungen

### Alben
| Jahr | Titel Musiklabel                                                  | Anmerkungen                                                |
| ---- | ----------------------------------------------------------------- | ---------------------------------------------------------- |
| 2010 | At the End of the Day – Ultra Deluxe Edition Island Records (UMG) | Erstveröffentlichung: 15. Oktober 2010 4 CD + 1 DVD Boxset |

### Lieder
| Jahr | Titel Album                                                                    | Anmerkungen |
| ---- | ------------------------------------------------------------------------------ | --- |
| 1999 | Simple Life Music                                                              | Erstveröffentlichung: August 1999 Wolfgang Haffner feat. Till Brönner & Mitchel Forman                                                                                            |
| 2002 | Ich will leben Insellieder                                                     | Erstveröffentlichung: 16. September 2002 Klaus Hoffmann feat. Till Brönner |
| 2002 | Don’t Let ’em Play with Bootsy: A Tribute to the Funk                          | Erstveröffentlichung: 23. September 2002 Bootsy Collins feat. Till Brönner, Rosie Gaines & Snoop Dogg                                                                             |
| 2002 | People Come Running Infracom! Presents re:jazz                                 | Erstveröffentlichung: 14. Oktober 2002 re:jazz feat. Till Brönner & Linda Carriere                                                                                                |
| 2002 | Negril Blues Gourmet de funk                                                   | Erstveröffentlichung: 5. November 2002 Mousse T. feat. Till Brönner |
| 2004 | Shape of Peace Zooming                                                         | Erstveröffentlichung: 31. März 2004 Wolfgang Haffner feat. Till Brönner |
| 2004 | Diamonds Are a Girl’s Best Friend As Time Goes By                              | Erstveröffentlichung: 12. Juli 2004 Die 12 Cellisten feat. Till Brönner, Esko Laine & Rolo Rodriguez; Original: Carol Channing                                                    |
| 2004 | The Windmills of Your Mind They Call Me Hansi                                  | Erstveröffentlichung: 18. Oktober 2014 James Last feat. Till Brönner; Original: Noel Harrison                                                                                     |
| 2006 | This Time the Dream’s on Me One More for the Road                              | Erstveröffentlichung: 17. März 2006 Toots Thielemans feat. Till Brönner |
| 2006 | Waiting Soul of Singer                                                         | Erstveröffentlichung: 12. Mai 2006 Jeff Cascaro feat. Till Brönner |
| 2007 | What If Love Is What Stays                                                     | Erstveröffentlichung: 2007 Mark Murphy feat. Till Brönner |
| 2007 | Sigh My Today                                                                  | Erstveröffentlichung: 17. August 2007 D’Sound feat. Till Brönner |
| 2008 | Verbotene Stadt Stark wie Zwei                                                 | Erstveröffentlichung: 28. März 2008 Udo Lindenberg feat. Till Brönner |
| 2008 | Rituals                                                                        | Erstveröffentlichung: 13. Oktober 2008 Nicola Conte feat. Till Brönner |
| 2008 | Dream a Little Dream                                                           | Erstveröffentlichung: 31. Oktober 2008 Helen Schneider feat. Till Brönner, Gus Kahn & Christian von Kaphengst Original: Ozzie Nelson & His Orchester – Dream a Little Dream of Me |
| 2008 | Girl Talk Dream a Little Dream                                                 | Erstveröffentlichung: 31. Oktober 2008 Helen Schneider feat. Till Brönner, Christian von Kaphengst & Robert W. Troup                                                              |
| 2009 | Electric Frame Touch Yello                                                     | Erstveröffentlichung: 2. Oktober 2009 Yello feat. Till Brönner |
| 2009 | Vertical Vision Touch Yello                                                    | Erstveröffentlichung: 2. Oktober 2009 Yello feat. Till Brönner |
| 2012 | Here’s to Life Heart of the Matter                                             | Erstveröffentlichung: 26. Oktober 2012 Wolfgang Haffner feat. Till Brönner, Chuck Loeb, Dominic Miller, Studnitzky, Eythor Gunnarsson & Nicolas Fiszman                           |
| 2013 | Rhythm Is Our Business Teamwork                                                | Erstveröffentlichung: 26. April 2013 Nils Landgren Funk Unit feat. Till Brönner                                                                                                   |
| 2013 | Right Here Waiting Love Comes to Town                                          | Erstveröffentlichung: 28. Juni 2013 Torsten Goods feat. Till Brönner; Original: Richard Marx                                                                                      |
| 2013 | Smile Inspiration: A Tribute to Nat King Cole                                  | Erstveröffentlichung: 31. Mai 2013 George Benson feat. Till Brönner; Original: Alfred Newman Orchestra                                                                            |
| 2004 | A Prayer for Lateef Free Souls                                                 | Erstveröffentlichung: 16. April 2014 Nicola Conte feat. Till Brönner |
| 2015 | Tanto Amor Intimate                                                            | Erstveröffentlichung: 26. Mai 2015 Ivan Lins feat. Till Brönner |
| 2015 | The Tangled Road Passion World                                                 | Erstveröffentlichung: 5. Juni 2015 Kurt Elling feat. Till Brönner |
| 2016 | Maxine Inner Back Home                                                         | Erstveröffentlichung: 11. März 2016 Bruno Müller feat. Till Brönner |
| 2016 | Substitute Arms So Wonderful                                                   | Erstveröffentlichung: 30. September 2016 Emilia Mitiku feat. Till Brönner |
| 2016 | Si se puede Unspoken                                                           | Erstveröffentlichung: 30. September 2016 Chuck Loeb feat. Till Brönner |
| 2016 | Du machst mich immer noch verrückt Leise Zeichen                               | Erstveröffentlichung: 14. Oktober 2016 Klaus Hoffmann feat. Till Brönner |
| 2016 | Ich brech’ die Herzen der stolzesten Frau’n (Live) Stärker als die Zeit – Live | Erstveröffentlichung: 25. November 2016 Udo Lindenberg feat. Till Brönner & Stefanie Heinzmann; Original: Heinz Rühmann                                                           |
| 2017 | Main Theme from Crimson Tide The Classics                                      | Erstveröffentlichung: 13. Januar 2017 Hans Zimmer feat. Till Brönner |
| 2017 | If I Ever Lost You I Go Back Home                                              | Erstveröffentlichung: 27. Januar 2017 Jimmy Scott feat. Till Brönner |
| 2017 | Around the Horn                                                                | Erstveröffentlichung: 24. Februar 2017 Rick Braun feat. Till Brönner |
| 2017 | Fluting Stockholm Underground                                                  | Erstveröffentlichung: 25. August 2017 Magnus Lindgren feat. Till Brönner & Eric Bibb                                                                                              |
| 2018 | Smooth Operator Brasil                                                         | Erstveröffentlichung: 23. März 2018 Mario Biondi feat. Till Brönner; Original: Sade Adu                                                                                           |
| 2018 | Body and Soul Nice ’n’ Easy                                                    | Erstveröffentlichung: 18. Mai 2018 Thomas Quasthoff feat. Till Brönner & NDR Bigband; Original: Jack Hylton                                                                       |
| 2018 | I’ve Got the World on a String Nice ’n’ Easy                                   | Erstveröffentlichung: 18. Mai 2018 Thomas Quasthoff feat. Till Brönner & NDR Bigband; Original: Cab Calloway                                                                      |
| 2018 | X-Men TV Theme Superheroes                                                     | Erstveröffentlichung: 28. September 2018 Randy Waldman feat. Till Brönner |
| 2018 | Don’t Mess with Mister T (Live) The Capitol Studios Sessions                   | Erstveröffentlichung: 9. November 2018 Jeff Goldblum & The Mildred Snitzer Orchestra feat. Till Brönner                                                                           |
| 2018 | It Never Entered My Mind (Live) The Capitol Studios Sessions                   | Erstveröffentlichung: 9. November 2018 Jeff Goldblum & The Mildred Snitzer Orchestra feat. Till Brönner & Sarah Silverman                                                         |
| 2018 | Me and My Shadow (Live) The Capitol Studios Sessions                           | Erstveröffentlichung: 9. November 2018 Jeff Goldblum & The Mildred Snitzer Orchestra feat. Till Brönner & Sarah Silverman                                                         |
| 2018 | Straighten Up and Fly Right (Live) The Capitol Studios Sessions                | Erstveröffentlichung: 9. November 2018 Jeff Goldblum & The Mildred Snitzer Orchestra feat. Till Brönner & Imelda May                                                              |
| 2020 | Ich hab’ noch einen Koffer in Berlin City Lights                               | Erstveröffentlichung: 5. Juni 2020 Lisa Batiashvili, Nikoloz Rachveli & Rundfunk-Sinfonieorchester Berlin feat. Till Brönner Original: Bully Buhlan                               |
| 2020 | Les feuilles mortes Hope@Home                                                  | Erstveröffentlichung: 14. August 2020 Daniel Hope feat. Till Brönner, Joseph Kosma & Christoph Israel                                                                             |
| 2021 | Have Yourself a Merry Little Christmas It’s Christmas!                         | Erstveröffentlichung: 29. Oktober 2021 Jonas Kaufmann feat. Till Brönner & Wieland Reissmann; Original: Judy Garland                                                              |
| 2021 | Let It Snow! Let It Snow! Let It Snow! It’s Christmas!                         | Erstveröffentlichung: 29. Oktober 2021 Jonas Kaufmann feat. Till Brönner & Wieland Reissmann; Original: Vaughn Monroe                                                             |
| 2024 | Melodie Poesie …bei Nacht…                                                     | Erstveröffentlichung: 31. Mai 2024 Götz Alsmann feat. Till Brönner |
| 2024 | Wir woll’n doch nicht so tun …bei Nacht…                                       | Erstveröffentlichung: 31. Mai 2024 Götz Alsmann feat. Till Brönner |

| Jahr | Titel Album                                                                                       | Anmerkungen                                                    |
| ---- | ------------------------------------------------------------------------------------------------- | -------------------------------------------------------------- |
| 1995 | A Message from Santa Klaus                                                                        | Erstveröffentlichung: 1995                                     |
| 1995 | Have Yourself a Merry Little Christmas A Message from Santa Klaus                                 | Erstveröffentlichung: 1995 Original: Judy Garland              |
| 1995 | I’ll Be Home for Christmas A Message from Santa Klaus                                             | Erstveröffentlichung: 1995 Original: Bing Crosby               |
| 2007 | Wo wir etwas finden … Hesse Projekt: Die Welt unser Traum                                         | Erstveröffentlichung: 16. März 2007 mit Caterina Valente       |
| 2011 | Einsamkeit Best of Rilke Projekt                                                                  | Erstveröffentlichung: 14. Oktober 2011 mit Udo Lindenberg      |
| 2012 | Memories of U.S. Dein Song 2012                                                                   | Erstveröffentlichung: 30. März 2012 mit Kai Fenchel            |
| 2012 | Für mich soll’s rote Rosen regnen Für dich soll’s rote Rosen regnen – Stars singen Hildegard Knef | Erstveröffentlichung: 5. Oktober 2012 Original: Hildegard Knef |
| 2024 | The Perfect Summer Love Story Dein Song 2024                                                      | Erstveröffentlichung: 22. März 2024 mit Frida                  |

| Jahr | Titel Soundtrack                    | Anmerkungen                                                         |
| ---- | ----------------------------------- | ------------------------------------------------------------------- |
| 2012 | Negril Blues Mann tut was Mann kann | Erstveröffentlichung: 12. Oktober 2012 Mousse T. feat. Till Brönner |

### Videoalben
| Jahr | Titel Musiklabel                                 | Anmerkungen                                                                                      |
| ---- | ------------------------------------------------ | ------------------------------------------------------------------------------------------------ |
| 2006 | Oceana – DVD Verve Records (UMG)                 | Erstveröffentlichung: 28. April 2006 CD + DVD; Teil von Oceana (Deluxe-Version)                  |
| 2007 | The Christmas Album – DVD Verve Records (UMG)    | Erstveröffentlichung: 16. November 2007 CD + DVD; Teil von The Christmas Album (Deluxe-Version)  |
| 2008 | Rio – DVD Verve Records (UMG)                    | Erstveröffentlichung: 19. September 2008 CD + DVD; Teil von Rio (Deluxe-Version)                 |
| 2010 | At the End of the Day – DVD Island Records (UMG) | Erstveröffentlichung: 15. Oktober 2010 CD + DVD; Teil von At the End of the Day (Deluxe-Version) |
| 2012 | Till Brönner – DVD Verve Records (UMG)           | Erstveröffentlichung: 30. November 2012 CD + DVD; Teil von Till Brönner (Deluxe-Version)         |

## Statistik

### Chartauswertung
|                     | DE     | AT    | CH    |
| ------------------- | ------ | ----- | ----- |
| Nummer-eins-Alben   | DE—DE  | AT—AT | CH—CH |
| Top-10-Alben        | DE3DE  | AT—AT | CH—CH |
| Alben in den Charts | DE12DE | AT5AT | CH5CH |

|                       | DE    | AT    | CH    |
| --------------------- | ----- | ----- | ----- |
| Nummer-eins-Singles   | DE—DE | AT—AT | CH—CH |
| Top-10-Singles        | DE—DE | AT—AT | CH—CH |
| Singles in den Charts | DE1DE | AT—AT | CH—CH |

### Auszeichnungen für Musikverkäufe
Anmerkung: Auszeichnungen in Ländern aus den Charttabellen bzw. Chartboxen sind in ebendiesen zu finden.
| Land/RegionAuszeichnungen für Musikverkäufe (Land/Region, Auszeichnungen, Verkäufe, Quellen) | Gold     | Platin       | Verkäufe | Quellen           |
| -------------------------------------------------------------------------------------------- | -------- | ------------ | -------- | ----------------- |
| Deutschland (BVMI)                                                                           | 9× Gold9 | 11× Platin11 | 580.000  | musikindustrie.de |
| Insgesamt                                                                                    | 9× Gold9 | 11× Platin11 |          |                   |